# Hypochrysops chrysargyra
Hypochrysops chrysargyra är en fjärilsart som beskrevs av Smith och Kirby 1895. Hypochrysops chrysargyra ingår i släktet Hypochrysops och familjen juvelvingar. IUCN kategoriserar arten globalt som livskraftig. Inga underarter finns listade i Catalogue of Life.